# Darea rutifolia
Darea rutifolia là một loài dương xỉ trong họ Aspleniaceae. Loài này được Willd. mô tả khoa học đầu tiên năm 1810.
Danh pháp khoa học của loài này chưa được làm sáng tỏ. 